# Downtown (Comedy-Duo)
Downtown (japan. ダウンタウン) ist ein japanisches Comedy-Duo bestehend aus Matsumoto Hitoshi (松本人志) und Hamada Masatoshi (浜田雅功, „Hama-chan“), die seit ihrer Schulzeit in Amagasaki, Präfektur Hyōgo befreundet sind. Ursprünglich gehörten der „Kombi“ noch weitere Klassenkameraden an.
Downtown ist eine außergewöhnlich lange Zeit populäre und einflussreiche Kombi der Künstleragentur Yoshimoto Kōgyō: Seit 1983 als damals junge und eigenwillige Comedy-Gruppe aktiv, sind sie vor allem im Manzai zu Hause, aber auch als Gastgeber verschiedener japanischer Variety Shows bekannt. Matsumoto tritt gelegentlich auch in Filmen und Fernsehdramen auf, hat einen Einstieg in die Musikbranche versucht und belegt in der Fernsehwerbung einen Stammplatz.

## Filmografie
- ダウンコタウンコDX (Downtown DX) auf Yomiuri Television (seit 1993)
- ダウンコタウンコのガキの使いやあらへんで!! Downtown no Gaki no Tsukai ya Arahende!! auf Nippon Television (seit 1989)